# Bellegarde (Gard)
Bellegarde er en fransk by og kommune i departementet Gard i regionen Occitanie i den sydlige del af landet. Kommunen ligger i kantonen Beaucaire som tilhører arrondissementet Nîmes. I 2017 havde Bellegarde 7.129 indbyggere.